# Бурлинський сільський округ
Бурли́нський сільський округ (каз. Бөрлі ауылдық округі, рос. Бурлинский сельский округ) — адміністративна одиниця у складі Карабалицького району Костанайської області Казахстану. Адміністративний центр — село Бурлі.
Населення — 772 особи (2021; 1427 у 2009, 2471 у 1999, 3680 у 1989).
Станом на 989 рік існувала Бурлинська сільська рада (села Бурлі, Піщане, селища Талди, Тастиозек). Село Талди було ліквідоване 2016 року, село Піщане — 2017 року.

## Склад
До складу округу входять такі населені пункти:
| Населений пункт | Старі назви | Населення, осіб (1989) | Населення, осіб (1999) | Населення, осіб (2009) | Населення, осіб (2021) |
| --------------- | ----------- | ---------------------- | ---------------------- | ---------------------- | ---------------------- |
| Бурлі, село     | -           | 2874                   | 1864                   | 1176                   | 733                    |
| Піщане, село    | -           | 240                    | 145                    | 41                     | -                      |
| Талди, село     | -           | 186                    | 117                    | 33                     | -                      |
| Тастиозек, село | -           | 380                    | 345                    | 177                    | 39                     |